# MSQL
mSQL (ou mini SQL) é um SGBD de peso leve criado pela empresa Hughes Technologies Pty Ltd. Ele foi primeiramente desenvolvido em 1994 e encontra-se atualmente em sua versão 3.7 liberada em 8 de maio de 2005.
A filosofia do mSQL baseia-se numa boa performance e eficiente uso de memória. Para isto por vezes o software deixou de incluir em sua API diversos recursos de um conjunto mais amplo do SQL comumente encontrando nos SGBDs corporativos, como Oracle, MS-SQL e DB2.
A licença de uso do programa é proprietária e controlada pela Hughes Technologies Pty Ltd, contudo pode ser usado gratuitamente de forma não comercial.